# Berlandia longipes
Berlandia longipes là một loài nhện trong họ Sparassidae.
Loài này thuộc chi Berlandia. Berlandia longipes được Roger de Lessert miêu tả năm 1921.